# Кобеляцкий, Игорь Александрович
Игорь Александрович Кобеляцкий — советский хозяйственный и политический деятель.

## Биография
Родился в 1910 году в Ковно. Член КПСС.
Окончил Иркутский государственный университет.
В 1935—1944 гг. — геолог-прораб в Восточно-Сибирском геологическом управлении, начальник геологических партий, экспедиций ВСГУ.
В 1944—1951 гг. — главный геолог, начальник Восточно-Сибирского геологического управления.
В 1951—1957 гг. — начальник Южно-Якутской комплексной экспедиции.
В 1957—1963 гг. — начальник Якутского территориального геологического управления.
В 1963—1965 гг. — начальник Оренбургского территориального геологического управления.
В 1965—1979 гг. — заместитель министра геологии РСФСР.
За создание угольной минерально-сырьевой базы Южно-Якутского ТПК был в составе коллектива удостоен Государственной премии СССР в области науки и техники 1982 года.
Умер в 2004 году в Москве.

## Награды
- Орден Ленина
- Орден Октябрьской Революции
- Орден Трудового Красного Знамени
- Медаль «За трудовую доблесть»